# Хоун, Голди
Го́лди Джинн Хо́ун (англ. Goldie Jeanne Hawn; род. 21 ноября 1945[…], Вашингтон) — американская актриса, продюсер, режиссёр и певица. Лауреат премии «Оскар» за роль в фильме «Цветок кактуса» в 1970 году.

## Биография
Голди Джинн Хоун родилась в 1945 году в Вашингтоне в семье владелицы ювелирного салона и музыканта. Её мать была еврейкой, дочерью венгерских иммигрантов. С трёхлетнего возраста Хоун посещала уроки балета и танцев, а её актёрский дебют состоялся в 1961 году в пьесе «Ромео и Джульетта». В последующие пару лет она профессионально занималась танцами, выступая также на театральных сценах Нью-Йорка.

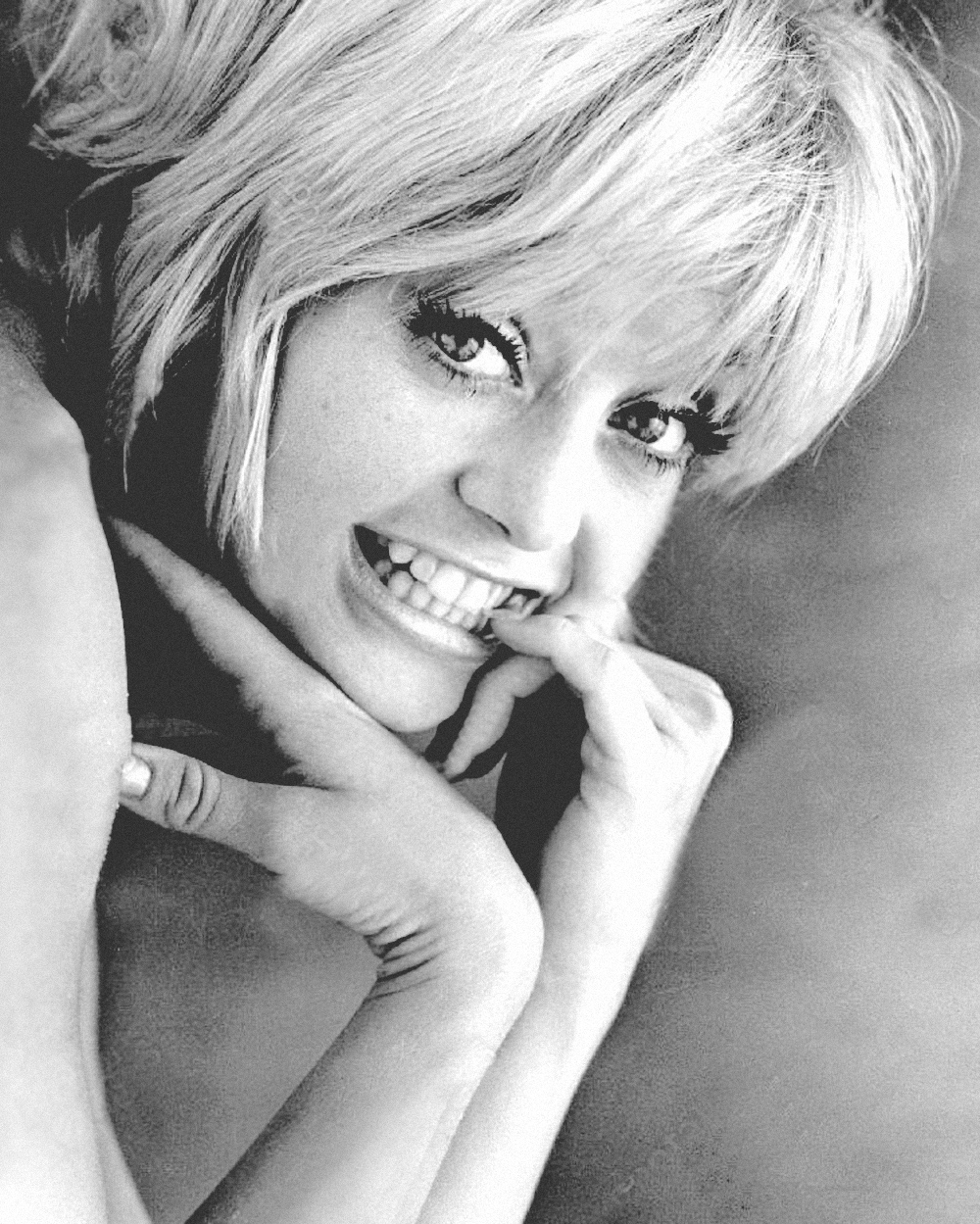
Студийная фотография 1970 года

Впервые на экранах Голди Хоун появилась в 1967 году в телесериале «Доброе утро, мир», а спустя год состоялся её кинодебют в мюзикле «Один единственный подлинно оригинальный семейный оркестр». Первой значительной ролью Голди Хоун стала беззаботная девушка-тусовщица Тони Симмонс в комедии «Цветок кактуса» (1969), за роль которой ей был вручён «Оскар» в категории лучшая женская роль второго плана. Более глубокая роль досталась ей в «Шугарлендском экспрессе», режиссёрском дебюте Стивена Спилберга (1973). Два года спустя актриса блестяще сыграла подружку Уоррена Битти в комедии «Шампунь». За фильм «Рядовой Бенджамин» (1980) Хоун номинировалась на «Оскар» за лучшую женскую роль. В январе 1985 года полуобнажённая актриса появилась на обложке журнала Playboy.
В 1980-х годах Голди Хоун снималась довольно редко, а череда новых киноработ последовала с конца 1980-х годов с ролями в комедиях «За бортом», где она сыграла в паре со своим мужем Куртом Расселом, а также «Птичка на проводе» (1990), «Хозяйка дома» (1992) и «Смерть ей к лицу» (1992). В 1996 году актриса исполнила роль брошенной жены-алкоголички Элиз Эллиот в комедии «Клуб первых жён» (1996), в котором она играла вместе с Дайан Китон и Бетт Мидлер. В 2002 году актриса снялась в комедии «Сестрички Бэнгер», в котором её партнёршей выступила Сьюзен Сарандон, а в 2017 году появилась в комедии «Дочь и мать её» с Эми Шумер в главной роли. Если роль в предыдущем фильме принесла ей номинацию на «Золотой глобус», то роль в последнем — номинацию на «Золотую малину».

## Личная жизнь
В 1969—1976 годах Голди Хоун была замужем за актёром и режиссёром Гасом Триконисом.
В 1976—1982 годах Голди Хоун была замужем за музыкантом Биллом Хадсоном. В этом браке родились двое детей — сын Оливер Хадсон (род. 7 сентября 1976) и дочь Кейт Хадсон (род. 19 апреля 1979).
С 1983 года Голди Хоун состоит в фактическом браке с Куртом Расселом. Пара имеет общего ребёнка — сына Уайатта Хоуна Рассела (род. 10 июля 1986). Все дети Хоун стали актёрами.
В 1972 году Голди Хоун стала проявлять интерес к восточной философии. С тех пор она является приверженцем буддизма и утверждает, что воспитала своих детей в традициях восточной духовности.
В 1997 году, наряду с другими известными актёрами и руководителями Голливуда, Голди Хоун подписала открытое письмо немецкому канцлеру Гельмуту Колю, опубликованное в газете International Herald Tribune, в котором заявлялось о недопустимости ущемления религиозных прав последователей саентологии в Германии.
В 2002 году Голди Хоун основала благотворительный образовательный «Фонд Хоун», собрав множество специалистов: преподаватели, психологи, нейрофизиологи. Цель работы фонда — эффективное всестороннее развитие детей и помощь родителям в воспитании.

## Фильмография
| Год  | Фильм                                                    | Оригинальное название                           | Роль                            |
| ---- | -------------------------------------------------------- | ----------------------------------------------- | ------------------------------- |
| 1968 | Один единственный подлинно-оригинальный семейный оркестр | The One and Only, Genuine, Original Family Band | Giggly Girl                     |
| 1969 | Цветок кактуса                                           | Cactus Flower                                   | Тони Симмонс                    |
| 1970 | В моём супе девушка                                      | There’s a Girl in My Soup                       | Мэрион                          |
| 1971 | Доллары                                                  | $                                               | Dawn Divine                     |
| 1972 | Бабочки свободны                                         | Butterflies Are Free                            | Джилл Таннер                    |
| 1974 | Шугарлендский экспресс                                   | The Sugarland Express                           | Лу Джин Поплин                  |
| 1974 | Девушка с Петровки                                       | The Girl from Petrovka                          | Октябрина                       |
| 1975 | Шампунь                                                  | Shampoo                                         | Джилл                           |
| 1976 | Герцогиня и Грязный лис                                  | The Duchess and the Dirtwater Fox               | Аманда Куэйд/Герцогиня Сансбери |
| 1978 | Грязная игра                                             | Foul Play                                       | Глория Мунди                    |
| 1979 | Путешествие с Анитой                                     | Viaggio con Anita                               | Анита                           |
| 1980 | Рядовой Бенджамин                                        | Private Benjamin                                | рядовая Джуди Бенджамин/Гудман  |
| 1980 | Как в старые добрые времена                              | Seems Like Old Times                            | Гленда Гардения Паркс           |
| 1982 | Лучшие друзья                                            | Best Friends                                    | Паула Маккаллен                 |
| 1984 | Дополнительная смена                                     | Swing Shift                                     | Кейт Уолш                       |
| 1984 | Протокол                                                 | Protocol                                        | Санни Дэвис                     |
| 1986 | Дикие коты                                               | Wildcats                                        | Молли Макграт                   |
| 1987 | За бортом                                                | Overboard                                       | Джоанна Стэйтон                 |
| 1990 | Птичка на проводе                                        | Bird on a Wire                                  | Мэрриэн Грэйвс                  |
| 1991 | Обман                                                    | Deceived                                        | Эдриен Сондерс                  |
| 1992 | Крис кросс                                               | CrissCross                                      | Трейси Кросс                    |
| 1992 | Хозяйка дома                                             | HouseSitter                                     | Гвен Филлипс                    |
| 1992 | Смерть ей к лицу                                         | Death Becomes Her                               | Хелен Шарп                      |
| 1996 | Клуб первых жён                                          | The First Wives Club                            | Элиз Элиот                      |
| 1996 | Все говорят, что я люблю тебя                            | Everyone Says I Love You                        | Стеффи Денбридж                 |
| 1999 | Приезжие                                                 | The Out-of-Towners                              | Нэнси Кларк                     |
| 2001 | Город и деревня                                          | Town & Country                                  | Мона Миллер                     |
| 2002 | Сестрички-зажигалки                                      | The Banger Sisters                              | Сюзетт                          |
| 2017 | Дочь и мать её                                           | Snatched                                        | Линда Миддлтон                  |
| 2018 | Рождественские хроники                                   | The Christmas Chronicles                        | миссис Клаус                    |
| 2020 | Рождественские хроники 2                                 | The Christmas Chronicles 2                      | миссис Клаус                    |

| Год         | Сериал                 | Оригинальное название     | Роль                   |
| ----------- | ---------------------- | ------------------------- | ---------------------- |
| 1967 — 1968 | Доброе утро, мир       | Good Morning, World       | Сэнди Крамер           |
| 1968 — 1970 | Хохмы Роуэна и Мартина | Rowan & Martin’s Laugh-In | регулярный исполнитель |
| 2013        | Финес и Ферб           | Phineas and Ferb          | Пегги МакГи (голос)    |

## Режиссёр
| Год  | Фильм   |
| ---- | ------- |
| 1997 | Надежда |

## Продюсер
| Год  | Фильм                       |
| ---- | --------------------------- |
| 1980 | Рядовой Бенджамин           |
| 1984 | Протокол                    |
| 1986 | Дикие коты                  |
| 1990 | Мои голубые небеса          |
| 1995 | Повод для разговоров        |
| 1997 | Надежда                     |
| 2001 | Когда Билли побеждает Бобби |
| 2002 | История Мэттью Шепарда      |